# San Torcuato
San Torcuato – gmina w Hiszpanii, w prowincji La Rioja, w La Rioja, o powierzchni 10,82 km². W 2011 roku gmina liczyła 81 mieszkańców.